# Cas Peters
Cas Peters (* 13. Mai 1993 in Oldenzaal) ist ein niederländischer Fußballspieler.

## Vereinskarriere
Peters wechselte 2004 in die Jugendabteilung des FC Twente Enschede und durchlief hier die restlichen Jugendstationen. Im Jahr 2011 folgte der Wechsel aus der U19 in die 2. Mannschaft von Twente. Zur Spielzeit 2012/13 wurde er zu Go Ahead Eagles in die Eerste Divisie (2. Liga) ausgeliehen. Hier konnte er mit dem Verein über die Aufstiegsspiele den Aufstieg in die höchste niederländische Spielklasse (Eredivisie) klarmachen. Nach Ablauf der Spielzeit kehrte er nach Enschede zurück und verließ den Verein schließlich ein Jahr später.
Im Sommer 2014 schloss sich Peters dem FC Emmen an. Mit dem Verein erreichte er in der Spielzeit 2014/15 den 4. Platz in der Eerste Divisie und somit erneut die Aufstiegsspiele. Hier scheiterte er mit dem Club aber an Roda JC Kerkrade in der 2. Runde. Im Sommer 2015 schloss er sich in Portugal Nacional Funchal an. Sein Aufenthalt in Portugal sollte jedoch nur von kurzer Dauer sein.
Nachdem er sich am 1. Juli 2015 Nacional Funchal angeschlossen hatte, kehrte er am 26. August 2015 in die Niederlande zum BV De Graafschap zurück. Am 29. August 2015 gab er dann bei der 0:3-Niederlage gegen Excelsior Rotterdam sein Debüt in der höchsten niederländischen Spielklasse. Seinen ersten Treffer im niederländischen Oberhaus erzielte Peters beim 2:2 gegen Willem II Tilburg am 27. September 2015. Nach Ablauf der Spielzeit verließ Peters den Verein.
Im Sommer 2016 kehrte er an seine alte Wirkungsstätte zum FC Emmen zurück. In der Spielzeit 2016/2017 erreichte er mit dem Verein über den 8. Platz die Aufstiegsspiele und scheiterte mit dem FC Emmen erneut in Runde 2. In der darauffolgenden Spielzeit 2017/2018 gelang ihm mit dem Verein der Aufstieg in die Eredivisie. Von 2018 bis 2019 spielte Peters beim FC Volendam und von 2019 bis 2021 bei TOP Oss in den Niederlanden.
Von Juli 2021 bis Januar 2022 war Peters vereinslos, ehe er sich dem FSV Frankfurt in der Regionalliga Südwest (4. Liga) anschloss. Die Saison 2021/2022 beendete er mit dem FSV auf Platz 15. Am Ende der darauffolgenden Spielzeit 2022/2023 wurde Peters mit dem FSV Fünfter in der Liga und er steuerte 22 Ligatreffer bei, die ihn zudem zum Torschützenkönig machten. Mit dem FSV Frankfurt gewann er zudem den Hessenpokal. Am 28. Juni 2023 wurde bekannt, dass sich Peters zur Spielzeit 2023/2024 Alemannia Aachen in der Regionalliga West  anschließen wird. Ab dem 1. Februar 2024 wechselte er als Leihgabe wieder zurück zum FSV Frankfurt. Am Ende der Leihe im Sommer 2025 verpflichtete der FSV Frankfurt ihn fest.

## Juniorennationalmannschaft
Zwischen 2009 und 2013 absolvierte Peters Spiele für die Juniorenteams der Niederlande.

## Erfolge
- Aufstieg in die Eredivisie: 2012/13 – Go Ahead Eagles & 2017/18 – FC Emmen
- Hessenpokal-Sieger: 2023
- Regionalliga Südwest-Torschützenkönig: 2022/23 22 Treffer & 2024/25: 21 Treffer